# Graomys
Graomys es un género de roedores de pequeño tamaño de la familia Cricetidae integrado por cinco especies, las que habitan en el centro-sur y sur de Sudamérica.

## Taxonomía
Este género fue descrito originalmente en el año 1916 por el zoólogo británico Oldfield Thomas. La especie tipo sobre la cual está fundado es Mus griseoflavus (hoy Graomys griseoflavus), descrita en el año 1837 por el naturalista inglés George Robert Waterhouse.
Subdivisión
Este género se subdivide en 4 o 5 especies:
- Graomys centralis (Thomas, 1902) Habita en el centro de la Argentina. Su cariotipo es (2n=41-42).
- Graomys domorum (Thomas, 1902) Selvas de las yungas en ladera oriental andina, desde el centro de Bolivia hasta el noroeste argentino. Su cariotipo es (2n=28). Incluye a G. taterona Thomas, 1926.
- Graomys edithae Thomas, 1919 Solo conocida de su localidad tipo: Otro Cerro, Catamarca, Argentina. Es la más pequeña especie del género.
- Graomys griseoflavus (Waterhouse, 1837).[4] Se distribuye en sentido estricto en el centro de la Argentina, en el semidesierto del monte y marginalmente en la estepa arbustiva patagónica[5] (y en sentido amplio incluye las formas que alcanzan hasta Bolivia y el Paraguay). Su cariotipo es (2n=34-38). Algunos autores incluyen bajo este nombre a G. cachinus Allen, 1901 (una forma de tamaño mayor, colectada en el alto río Cachi, Salta, Argentina), G. chacoensis Allen, 1901 (cariotipo 2n = 42) (localidad tipo: Waikthlatingwayalwa, Paraguay), G. lockwoodi Thomas, 1918 y G. medius Thomas, 1919 (una forma de tamaño medio, con localidad tipo: Chumbicha, Catamarca, Argentina).[6][7]
- Graomys chacoensis Allen, 1901[8]

G. medius había sido sinonimizado con G. griseoflavus y en 2007 con G. centralis y, como hipótesis, que G. medius y G. centralis serían sinónimos de G. chacoensis, la cual había sido considerada una especie válida en 1999 al examinarse su ejemplar tipo.

## Distribución geográfica
Sus especies habitan en zonas arbustivas, boscosas selváticas, áridas o semiáridas en Bolivia, posiblemente el sur del Brasil, el oeste del Paraguay y el norte, centro y sur de la Argentina.